# Isaac D. White

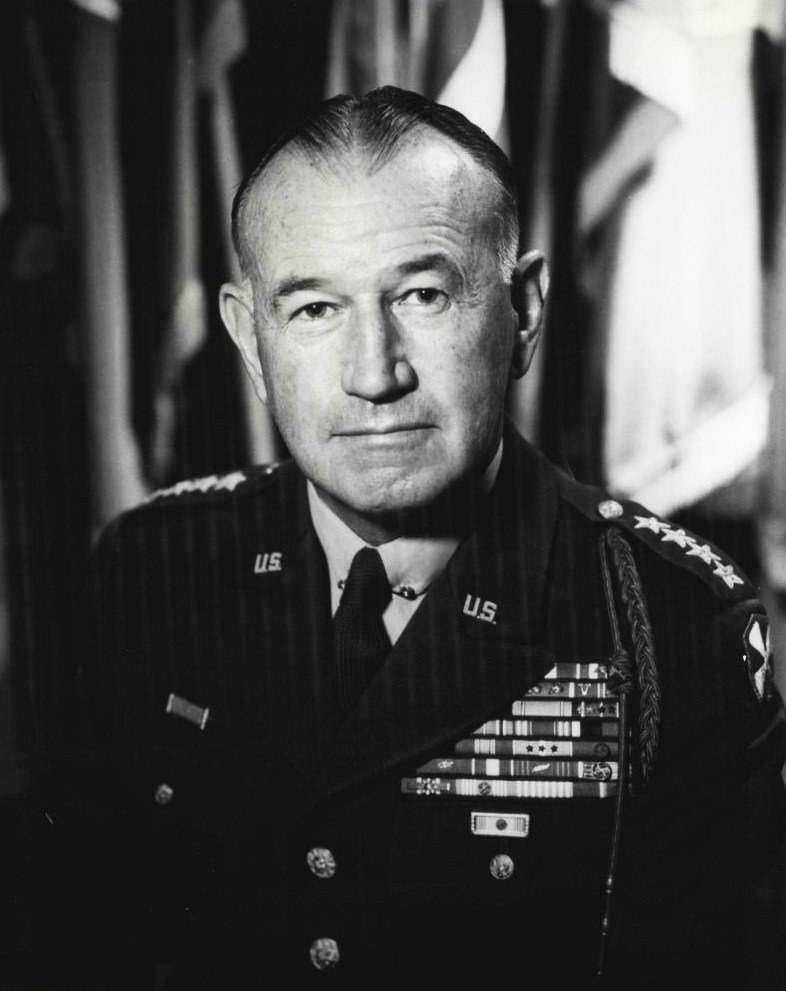
General Isaac D. White

Isaac Davis White (* 6. März 1901 in Peterborough, New Hampshire; † 11. Juni 1990 in Hanover, New Hampshire) war ein US-amerikanischer Offizier und zuletzt General der US Army, der unter anderem 1945 Kommandeur der 2. Panzerdivision (2nd Armored Division), von 1953 bis 1955 Kommandierender General der Vierten US-Armee (Fourth US Army), zwischen 1955 und 1957 Kommandierender General der Achten US-Armee (Eighth US Army) sowie von 1957 bis 1961 Oberkommandierender der US-Landstreitkräfte im Pazifik (United States Army Pacific) war. Nach seiner Pensionierung erhielt White, der als visionärer und strategischer militärischer Denker bekannt und ein starker Befürworter einer schnellen Schlagfähigkeit unter Verwendung von gepanzerten Kriegsführungstaktiken war, von der militärischen Fachzeitschrift Armor Magazine den Spitznamen „Mr. Armor“.

## Leben

### Offiziersausbildung, Zwischenkriegszeit und Zweiter Weltkrieg
Isaac Davis White, Sohn von Brevet-Generalmajor Daniel Mansfield White (1844–1909) und Minnie Luvia Osgoode White (1869–1947), begann nach dem Schulbesuch ein Studium an der Norwich University – The Military College of Vermont, eine private Militär-Hochschule in Northfield, das er 1922 mit einem Bachelor of Science (B.S.) beendete. Im Anschluss wurde er am 15. Juni 1922 Leutnant (Second Lieutenant) im Officers Reserve Corps (ORC) der Heeresreserve (US Army Reserve) sowie am 9. Februar 1923 als Leutnant in  die Kavallerie der US Army übernommen, wobei die Beförderung auf den 5. Januar 1923 zurückdatiert wurde. Nach verschiedenen Verwendungen war er 1928 Absolvent des Lehrgangs für Truppenoffiziere der Kavallerieschule (US Army Cavalry School) und wechselte 1932 in Fort Knox zur Panzertruppe (Armored Force) der US-Armee. Anschließend diente er an der US Army Cavalry School in Fort Riley und besuchte 1939 die Kommando- und Generalstabsschule CGSS (Command and General Staff School) in Fort Leavenworth. 1940 wurde er zur 2. Panzerdivision (2nd Armored Division) versetzt, der sogenannten „Hell on Wheels“.
Nach dem Angriff auf Pearl Harbor am 7. Dezember 1941 und dem Eintritt der Vereinigten Staaten in den Zweiten Weltkrieg am darauf folgenden 8. Dezember 1941 wurde White am 24. Dezember 1941 zum Oberstleutnant der Army of the United States (AUS) ernannt. Daraufhin war er zwischen 1941 und 1943 Kommandeur (Commanding Officer) des 67. Panzerregiments (67th Armored Regiment), mit dem er an Kampfhandlungen in Nordafrika und Sizilien teilnahm. Am 4. Juli 1942 erfolgte seine Ernennung zum Oberst der Army of the United States. Er war im Anschluss von 1943 bis zum 18. Januar 1945 Kommandeur des Kampfkommandos B (Combat Command B) der in Frankreich und Belgien operierenden 2. Panzerdivision und erhielt in dieser Zeit am 28. Mai 1944 seine Ernennung zum Brigadegeneral der Army of the United States. Als Nachfolger von Generalmajor Ernest N. Harmon wurde er schließlich zum Ende des Zweiten Weltkrieges am 18. Januar 1945 selbst Kommandeur der 2. Panzerdivision und befehligte diese bis zu seiner Ablösung durch Generalmajor John H. Collier im Juli 1945. Er nahm an der Ardennenoffensive teil und wurde am 23. März 1945 zum Generalmajor der Army of the United States ernannt. Seine „Hell on Wheels“-Division stieß dann nach Deutschland vor und brachte den feindlichen Streitkräften eine endgültige Niederlage. Im Juli 1945 besetzten sie als erste US-amerikanische Einheit Berlin. Für seine Verdienste im Zweiten Weltkrieg wurde er 1945 erstmals mit der Army Distinguished Service Medal, zwei Mal mit dem Silver Star sowie dem Legion of Merit ausgezeichnet.

### Nachkriegszeit, Koreakrieg und Aufstieg zum General

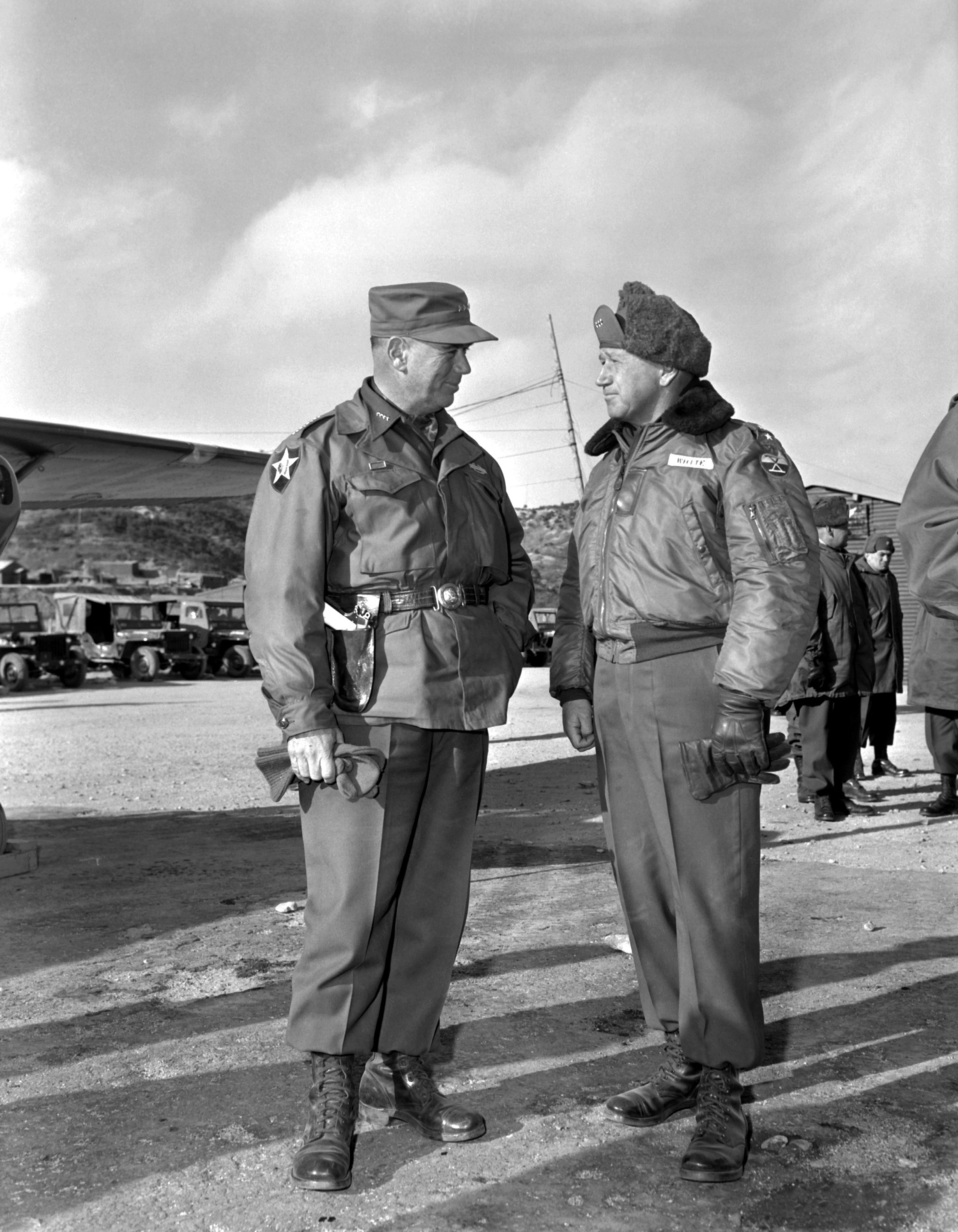
Generalleutnant White (rechts) im Gespräch mit General James Van Fleet während des Koreakrieges.

Im Juli 1945 kehrte Isaac D. White in die USA zurück und war in Fort Riley zunächst bis Dezember 1946 Kommandant der Kavallerieschule und wurde dort am 5. Januar 1946 in den Rang eines Oberstleutnants (Lieutenant-Colonel) der regulären US-Armee zurückversetzt. Nachdem er zwischen 1946 und 1948 erster Kommandant der aus der Kavallerieschule hervorgegangenen Bodentruppenschule (US Army Ground General School) in Fort Riley war, wurde er wieder nach Deutschland versetzt und war zwischen Mai 1948 und November 1950 in der deutschen Besatzungszone Kommandierender General (Commanding General) der Militärpolizei (US Constabulary). In dieser Zeit gründete er Panzerausbildungszentrum in Vilseck. Im November 1950 kehrte er in die USA zurück und war bis März 1951 erst stellvertretender Kommandierender General der Siebten US-Armee (Seventh US Army), die die Spitznamen „Pyramid of Power“ oder auch „Seven Steps to Hell“ trägt, sowie anschließend von März bis August 1951 in Governors Island Chef des Stabes der Ersten US-Armee (First US Army), der sogenannten „Doughboys“. Darüber hinaus erwarb er 1951 einen Master-Abschluss in Militärwissenschaften an der Norwich University.
White fungierte daraufhin zwischen 1951 und dem 15. August 1952 in Personalunion als Kommandant des Standortes Fort Knox sowie zugleich als Kommandeur des dort stationierten Panzerzentrums (Armored Center) und wurde am 15. Mai 1952 zum Generalmajor (Major-General) der US Army befördert. Während des Koreakrieges war er vom 15. August 1952 bis September 1953 Kommandierender General des X. US-Korps (X Corps) und wurde am 7. November 1952 zum Generalleutnant der Army of the United States ernannt. Am 23. September 1953 wurde ihm für seine Verdienste im Koreakrieg erneut die Army Distinguished Service Medal sowie noch einmal der Legion of Merit verliehen. Als Nachfolger von Generalleutnant John Dahlquist übernahm er am 28. September 1953 den Posten als Kommandierender General der Vierten US-Armee (Fourth US Army) in Fort Sam Houston und bekleidete diesen bis zum 16. Juni 1955, woraufhin Generalleutnant Samuel Tankersley Williams seine Nachfolge antrat. Am 22. Juni 1955 erfolgte seine Beförderung zum General, woraufhin er am 25. Juni 1955 Nachfolger von General Lyman L. Lemnitzer als Kommandierender General der in Südkorea stationierten Achten US-Armee (Eighth US Army) wurde. Er hatte diese Funktion bis zu seiner Ablösung durch General George Decker am 1. Juli 1957. Zugleich fungierte er zwischen Juli 1955 und Juni 1957 in Personalunion als Oberkommandierender der US-Streitkräfte in Korea USFK (United States Forces Korea) sowie als Oberkommandierender des dortigen Kommandos der UN-Truppen (United Nations Command).
Zuletzt wurde General Isaac D. White am 1. Juli 1957 Nachfolger von General Blackshear M. Bryan als Oberkommandierender der US-Landstreitkräfte im Pazifik (United States Army Pacific) und behielt dieses Kommando bis zu seiner Ablösung durch General James Francis Collins. 1958 erhielt er einen Ehrendoktortitel in Militärwissenschaften an der University of Maryland, College Park (UMCP). Er schied im März 1961 nach 38 Jahren ununterbrochenem Militärdienst aus der US Army und trat in den Ruhestand. Mit seinem Ausscheiden aus dem aktiven Militärdienst wurde ihm am 11. April 1961 zum dritten Mal die Army Distinguished Service Medal verliehen. Ferner erhielt er ebenfalls zum dritten Mal den Legion of Merit.
Nach seiner Pensionierung zog er nach Dublin in New Hampshire. White, der als visionärer und strategischer militärischer Denker bekannt und ein starker Befürworter einer schnellen Schlagfähigkeit unter Verwendung von gepanzerten Kriegsführungstaktiken war, erhielt von der militärischen Fachzeitschrift Armor Magazine den Spitznamen „Mr. Armor“. Er veröffentlichte 1970 sein Buch Alternative to Armageddon – the Peace Potential of Lightening War. Er war mit Julia Cotton White (1905–1989) verheiratet und wurde nach seinem Tode auf dem Pine Hill Cemetery in Peterborough beigesetzt.

## Veröffentlichung
- Alternative to Armageddon – the Peace Potential of Lightening War, 1970

## Auszeichnungen
Auswahl der Dekorationen, sortiert in Anlehnung der Order of Precedence of the Military Awards:
- Army Distinguished Service Medal (3 ×)
- Silver Star (2 ×)
- Legion of Merit (3 ×)